# Edmond Guillaume
Pour les articles homonymes, voir Guillaume.
Jean Baptiste Edmond Guillaume est un architecte français né  le 24 juin 1826 à Valenciennes et mort le 20 juillet 1894 à Paris.
Élève de Louis-Hippolyte Lebas (1782-1867) à l'École des Beaux-Arts de Paris, il est le père de l'illustrateur humoriste Albert Guillaume (1873-1942).

## Biographie

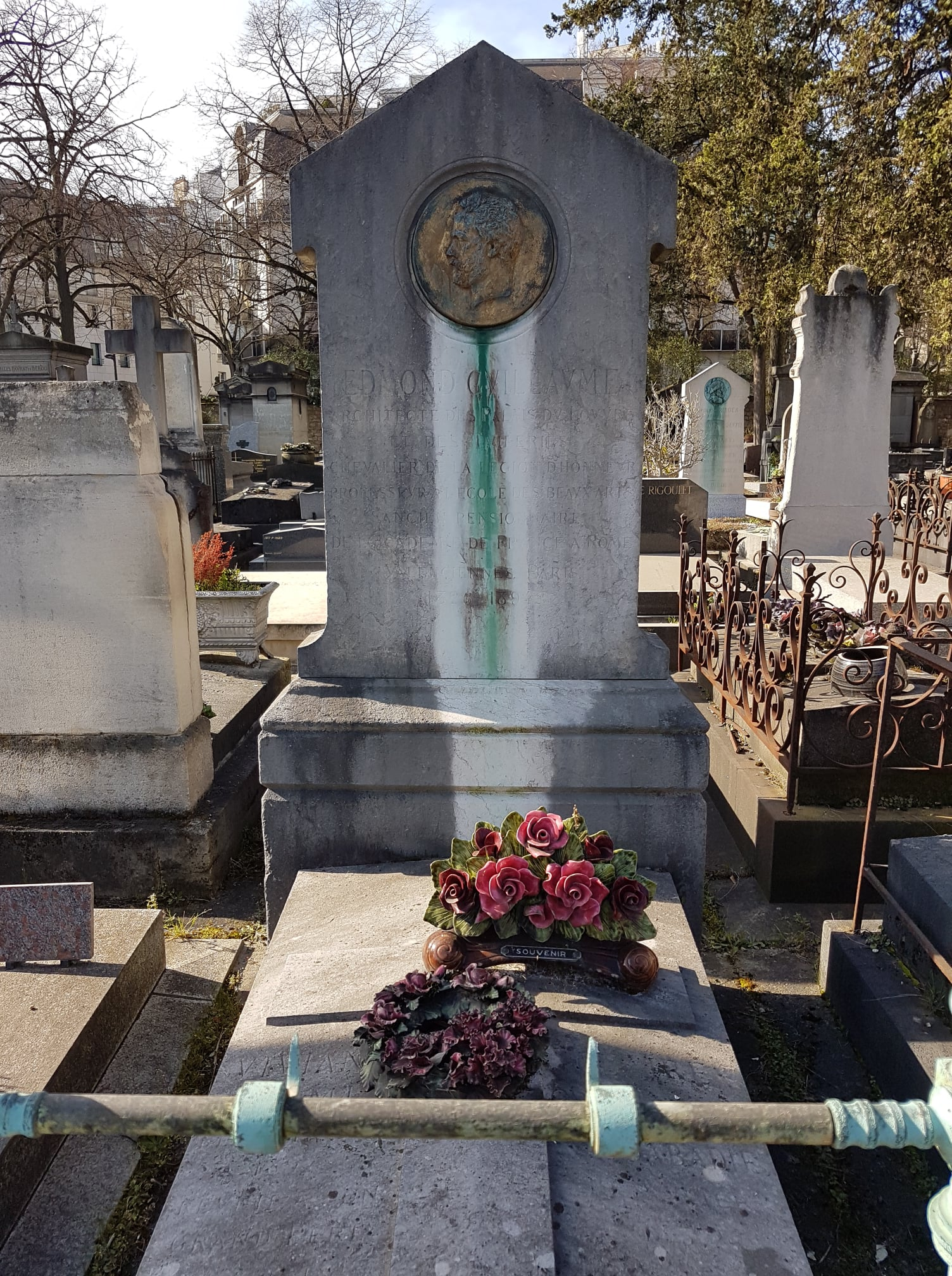
Sépulture d'Edmond Guillaume, Paris, cimetière du Montparnasse.

### Années d'apprentissage
Edmond Guillaume entre à l'École des Beaux-Arts en 1845 et obtient le second grand prix de Rome et le prix Achille Leclère en 1855. Alors que la guerre de Crimée vient de se terminer, l'Académie des Beaux-Arts met comme sujet du concours la conception d'un palais pour l’ambassade française à Constantinople pour le prix de Rome en 1856. Il remporte le premier grand prix, son projet illustrant parfaitement une certaine idée académique du palais d’ambassade.
Entre 1857 et 1861, pensionnaire à l’Académie de France à Rome, il séjourne à la villa Médicis.
Il fait ses différents envois de Rome. Pour la 1re année : Le Théâtre de Marcellus ; la 2e année : Le Portique d’Octavie ; la 3e année : Les Propylées de l’Acropole d’Athènes ; la 4e année : La Restauration du théâtre antique de Vérone ; la 5e année : Projet d’ambassade française à Rome.
En 1861, il est chargé d’une mission scientifique en Asie Mineure avec Georges Perrot (1832-1914) et Ernest Delbet (1831-1908).

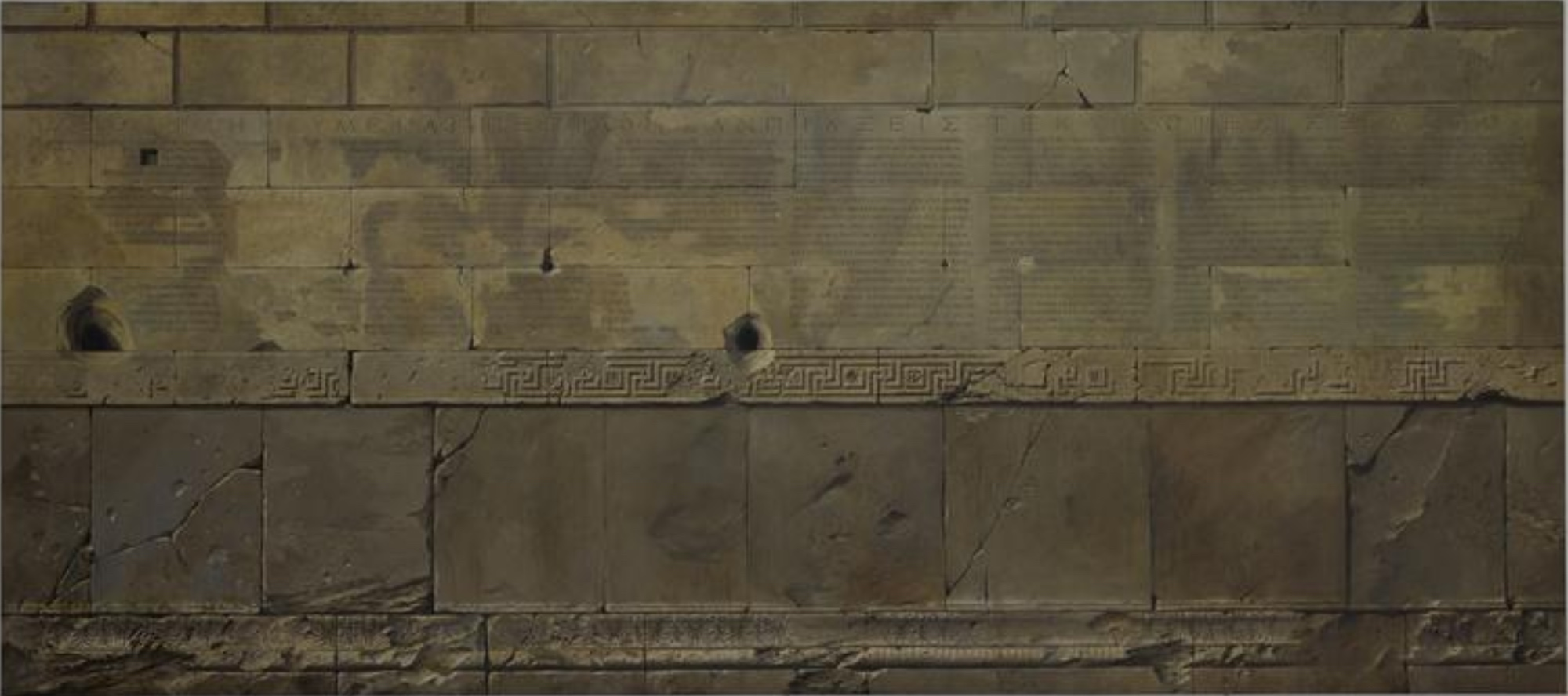
Edmond Guillaume, Le Testament d’Auguste : texte des Res Gestae (1862), huile sur toile,, Paris, musée du Louvre.

### Architecte des Palais nationaux
De retour en France, il est nommé inspecteur des travaux du palais de justice de Paris en 1863.
Il gagne le concours pour l’exécution du monument commémoratif de La Défense de Paris, place de Clichy, en 1864.
Il est l'architecte chargé de la restauration et de la construction de l’hôtel de ville de Cambrai et de la construction des tribunaux de Cambrai entre 1866 et 1875.
Il obtient la médaille de 2e classe de l’Exposition universelle de 1867. Il est nommé inspecteur des palais de Saint-Cloud et de Malmaison.
Il gagne un concours international, en 1868, pour l’exécution d’un monument commémoratif à Lima (Pérou).
En 1870, il est nommé architecte des bâtiments de l’École des sourds-muets.
Il devient architecte du palais des Archives nationales en 1873.
Il obtient la médaillée de 2e classe de l’Exposition universelle de 1878.
Il est nommé architecte des palais de Versailles et de Trianon, en 1879. En 1880, il entreprend la restauration de la salle du Jeu de paume à Versailles. Il y érige un édicule dorique soutenu par deux colonnes sous lequel il place la statue de Jean Sylvain Bailly réalisée par René de Saint-Marceaux. Autour de la salle, sur une frise sont peints les noms des signataires du serment. Le 20 juin 1883, le musée de la Révolution française est inauguré dans la salle du Jeu de paume.
Il succède à Hector Lefuel au poste d’architecte des palais du Louvre et des Tuileries entre février 1881 et juillet 1894. À ce titre, il est chargé de la démolition du palais, incendié en 1871.
En février 1884, il succède à Jean-Baptiste Lesueur à la chaire de théorie d’architecture à l’École nationale supérieure des beaux-arts.
Il se porte candidat en 1888 au fauteuil d’académicien de Charles Questel (1807-1888), mais celui-ci est obtenu par Georges-Ernest Coquart (1831-1902).
Il gagne la médaille d’argent à l’Exposition universelle de 1889.
Mort en 1894, il est inhumé au cimetière du Montparnasse (9e division).

## Distinctions
- Chevalier de la Légion d'honneur[2]

## Publications
- Georges Perrot, Edmond Guillaume, Jules Delbet, Exploration archéologique de la Galatie et de la Bithynie d'une partie de la Mysie de la Phrygie de la Cappadoce et du Pont (2 volumes), Paris, Didot, 1862-1872.
- Edmond Guillaume, Histoire de l'art et de l'ornement, Librairie Charles Delagrave, 1894.